# Клокачёв, Федот Алексеевич
Федо́т Алексе́евич Клокачёв (1732, Великолуцкая провинция, Новгородская губерния — 1783, Херсон) — вице-адмирал, командующий Черноморским флотом России, первый кавалер ордена Святого Георгия среди русских моряков.

## Биография
Родился 15 марта 1732 года в селе Горожанский стан Великолуцкого уезда Псковской губернии.
В 1746 году по окончании Морской академии выпущен в Балтийский флот гардемарином и на протяжении нескольких лет плавал из Кронштадта в Архангельск и обратно.
Во время Семилетней войны в чине лейтенанта участвовал в Кольбергской экспедиции.
В 1770 году при снаряжении Первой Архипелагской экспедиции адмирала Г. А. Спиридова в чине капитана 1-го ранга был назначен командиром 66-пушечного корабля «Северный Орёл»; историк того похода, В. Ф. Головачёв, аттестует Клокачёва как «самого образованного и порядочного человека из тогдашних наших флотских офицеров». После тяжёлого перехода Немецким морем «Северный Орёл» так потёк, что его решили переделать в госпитальное судно, а Клокачёв был переведён на 66-пушечный корабль «Европа».
24 июня 1770 года, во время атаки на турецкий флот в Хиосском проливе, Клокачёву досталась честь командовать головным кораблём; Головачёв пишет про него: «Парусами он управлял как на манёврах — под градом неприятельских ядер „Европа“ 3 раза поворачивала оверштаг и вступала в своё место».
В ночь на 26 июня при Чесме «Европа» по недоразумению снялась с якоря гораздо раньше остальных судов, и в течение с лишком получаса Клокачёв один сражался со всем турецким флотом, причём ему удалось выстрелами поджечь один из неприятельских кораблей; происшедшей при этом паникой сумели воспользоваться российские брандеры, довершившие уничтожение турецкого флота. За это сражение Клокачёв 9 июля 1771 года первым среди русских моряков был пожалован орденом Св. Георгия 4-й степени (№ 107 по кавалерскому списку Судравского и № 128 по списку Григоровича — Степанова)
Во время турецкой войны, при отправлении его для атаки турецкого флота в устье порта Чесмы с одним кораблём, вступив с отменною неустрашимостью в сражение, выдержал огонь всего флота, пока подоспели другие корабли.
После этого Клокачёв участвовал в нападении на крепости Пелари и Митилена. 13 апреля 1774 года произведён в чин капитана бригадирского ранга.
26 ноября 1775 года Клокачёв был пожалован орденом Св. Георгия 3-й степени (№ 49 по кавалерским спискам)
За храбрые и мужественные военные подвиги, оказанные в атаке турецкаго флота, находившагося в Чесменской гавани.
По возвращении на Балтику Клокачёв командовал кораблями «Св. Андрей Первозванный» и «Святой Великомученик Исидор», а также отдельными флотскими отрядами, среди которых была и Практическая эскадра Балтийского флота.
В июле 1776 года был произведён сначала в капитаны генерал-майорского ранга и вслед за тем в контр-адмиралы и назначен командующим Азовской флотилией и портами, сменив на этом посту А. Н. Сенявина. При Клокачёве были на Дону заложены две крупные верфи — Новохоперская и Гнилотоновская, на которых было начато строительство 44-пушечных фрегатов. Осенью 1779 года четыре новых фрегата и два бота были перебазированы из Таганрога в Днепровский лиман в качестве отдельного отряда Азовской флотилии.
В 1780 году по болезни уволен на два года в отпуск, а в мае 1782 года назначен к присутствию в Адмиралтейств-коллегии и 28 июня 1782 года произведён в вице-адмиралы.
11 января 1783 года вновь командующим Азовской флотилией и с лета того же года начал перевод главной базы флотилии из Керчи в Ахтиарскую бухту, где незадолго до того контр-адмиралом Мекензи было положено начало новому городу — Севастополю. Таким образом Клокачёв стал первым командиром Черноморского флота Российской империи. В конце того же года Клокачёв представил в Адмиралтейств-коллегию первую карту Ахтиарской бухты.
Умер в Херсоне 27 октября 1783 года во время эпидемии чумы.